# Dave Evans
Dave Evans (Carmarthen, 20 luglio 1952) è un cantante hard rock britannico naturalizzato australiano principalmente noto per essere stato il primo cantante degli AC/DC.
Emigrato giovanissimo in Australia con la sua famiglia, canta inizialmente con alcune band minori per poi passare ai Velvet Underground (gruppo rock di Sydney solamente omonimo dei più famosi Velvet newyorkesi).
Dopo lo scioglimento dei Velvet Underground, Evans contatta Malcolm Young (ex membro degli stessi Velvet) e si offre al suo nuovo gruppo come voce solista.
Infatti, ingaggiati anche Colin Burgess, Larry Van Kriedt ed il giovane Angus Young, si formano i primordiali AC/DC (1973).
Nonostante i buoni propositi ed un singolo (Can I Sit Next to You Girl/Rocking in the Parlour), Evans si allontana però dal gruppo per probabili divergenze musicali e di rapporto con i fratelli Young.
Rimpiazzato da Bon Scott alla fine del 1974, Dave Evans forma i Rabbit nel 1976, gruppo glam rock destinato a rimanere in attività fino agli anni ottanta.
Successivamente crea alcuni progetti come Hot Cockerel (1984) e Thunder Down Under (1985-1986), partecipa al tributo per Bon Scott (2000), e pubblica anche due album da solista nel 2004 (Sinner), e nel 2008, (Judgement Day).

## Discografia
- AC/DC:
  - Can I sit Next to You Girl?/Rocking in the Parlour (1974) (singolo)
  - In the Beginning (live in Sydney '74) (bootleg) (16 canzoni, quasi tutte cover)
- Rabbit:
  - Rabbit (1975) (album)
  - Too Much Rock'n'Roll (1976) (album)
- Thunder Down Under:
  - David Evans and Thunder Down Under (1986) (album)
- Dave Evans: 
  - A Hell of a Night! (2000) (album live, con i Thunderstruck - tributo a Bon Scott)
  - Sinner (2004) (album)
  - Judgement Day (2008) (album)
  - Nothing to Prove (2014) (EP - 4 canzoni)
  - What about Tomorrow (2014) (EP - 5 canzoni)
  - Wild (2017) (EP - 4 canzoni)
  - Who's gonna rock me (2021) (singolo)
- Dave Evans & John Nitzinger: 
  - Revenge (2013) (album)